# بردكلنغ العليا تشهار تل (زيلايي)
بردکلنغ العلیا تشهار تل (بالفارسية: بردکلنگ علیاچهارتل) هي قرية تقع في إيران في قسم زیلایی الريفي. يقدر عدد سكانها بـ 38 نسمة بحسب إحصاء 2016.